# Fünfkampf-Länderkampf der Frauen 1972 Sowjetunion – BR Deutschland
| 6. Leichtathletik-Länderkampf mit bundesdeutscher Beteiligung 1972 | 6. Leichtathletik-Länderkampf mit bundesdeutscher Beteiligung 1972 |
| ------------------------------------------------------------------ | ------------------------------------------------------------------ |
|                                                                    |                                                                    |
| Fünfkampf-Vergleich der Frauen: Sowjetunion – BR Deutschland       |                                                                    |
| Austragungsort                                                     | Moskau                                                             |
| Wettbewerbe                                                        | 1                                                                  |
| Datum                                                              | 9./10. Juni                                                        |
| 1. FRG 2. URS                                                      | 21.552 P 21.108 P                                                  |
| Chronik                                                            |                                                                    |
| ← URS - FRG 10kampf (M)                                            | ROU-FRG (F) →                                                      |

Den sechsten Vergleich des Länderkampfjahres 1972 trugen die bundesdeutschen Fünkämpferinnen am 9./10. Juni in Moskau gegen die Sowjetunion aus. Die Begegnung wurde parallel mit dem Zehnkampf-Vergleich der Männer am selben Ort ausgetragen. Zwei Siege hatte es in diesen Aufeinandertreffen zuvor für die UdSSR gegeben, die dritte Begegnung in München im Vorjahr hatte das bundesdeutsche Team dann für sich entschieden.

## Wettbewerbe und Modus
Jede Jede Nation stellte sechs Teilnehmerinnen, von denen die fünf Besten durch Addition ihrer Punktergebnisse gewertet wurden.

## Ergebnis
Auch in diesem Jahr traten die bundesdeutschen Athletinnen stark auf. Eine ihrer Vertreterinnen lag in der Einzelwertung vorn und auch in der Endabrechnung erreichten sie mehr Punkte als ihre sowjetischen Gegnerinnen. Die Bundesrepublik Deutschland setzte sich mit 21.552 zu 21.108 Punkten durch und gestaltete die Bilanz mit zwei zu zwei zum ersten Mal ausgeglichen.

### Fünfkampf
| Platz | Name                 | Nation | Punkte | 100 m Hürden | Kugel- stoßen | Hoch- sprung | Weit- sprung | 200 m  |
| ----- | -------------------- | ------ | ------ | ------------ | ------------- | ------------ | ------------ | ------ |
| 01    | Heide Rosendahl      | FRG    | 4574   | 13,5 s       | 13,42 m       | 1,62 m       | 6,52 m       | 23,7 s |
| 02    | Wera Tkatschenko     | URS    | 4351   | 14,0 s       | 13,85 m       | 1,65 m       | 6,04 m       | 24,9 s |
| 03    | Ljudmila Skolobanowa | URS    | 4301   | 14,2 s       | 13,96 m       | 1,68 m       | 6,00 m       | 25,5 s |
| 04    | Heidi Schüller       | FRG    | 4284   | 13,7 s       | 11,33 m       | 1,59 m       | 6,25 m       | 24,2 s |
| 05    | Margot Eppinger      | FRG    | 4248   | 14,2 s       | 12,61 m       | 1,62 m       | 6,04 m       | 24,6 s |
| 06    | Karen Mack           | FRG    | 4224   | 14,6 s       | 12,90 m       | 1,71 m       | 5,82 m       | 25,0 s |
| 07    | Ursula Leuschner     | FRG    | 4222   | 14,3 s       | 10,62 m       | 1,68 m       | 6,27 m       | 24,6 s |
| 08    | Tatjana Nefiedowa    | URS    | 4191   | 14,3 s       | 13,39 m       | 1,65 m       | 5,95 m       | 25,8 s |
| 09    | Wera But             | URS    | 4150   | 14,2 s       | 13,22 m       | 1,65 m       | 5,65 m       | 25,2 s |
| 10    | Tatjana Archipowa    | URS    | 4115   | 14,5 s       | 13,59 m       | 1,59 m       | 5,81 m       | 25,3 s |
| 11    | Christa Köhler       | FRG    | 4056   | 15,0 s       | 11,50 m       | 1,68 m       | 6,02 m       | 25,6 s |
| 12    | Alexandra Gajewa     | URS    | 3692   | 14,8 s       | 11,43 m       | 1,53 m       | 5,34 m       | 26,5 s |